# ویندک
ویندک (به آلمانی: Windeck) یک شهر در آلمان است که در راین-زیگ واقع شده‌است. ویندک ۲۰٬۰۰۰ نفر جمعیت دارد.